# Stakčínska Roztoka, Snina
Stakčínska Roztoka este o comună slovacă, aflată în districtul Snina din regiunea Prešov. Localitatea se află la altitudinea de 359 m deasupra n.m., se întinde pe o suprafață de 15,15 km2 și în 2017 număra 318 locuitori. Se învecinează cu Príslop, Topoľa, Kalná Roztoka și Stakčín.

## Istoric
Localitatea Stakčínska Roztoka este atestată documentar din 1574.

## Demografie
| An:                | 1994 | 2004   | 2014   | 2024    |
| ------------------ | ---- | ------ | ------ | ------- |
| Număr de persoane: | 325  | 335    | 333    | 274     |
| Diferență:         |      | +3,07% | −0,59% | −17,71% |

| An:                | 2023 | 2024   |
| ------------------ | ---- | ------ |
| Număr de persoane: | 277  | 274    |
| Diferență:         |      | −1,08% |